# Serrfeld

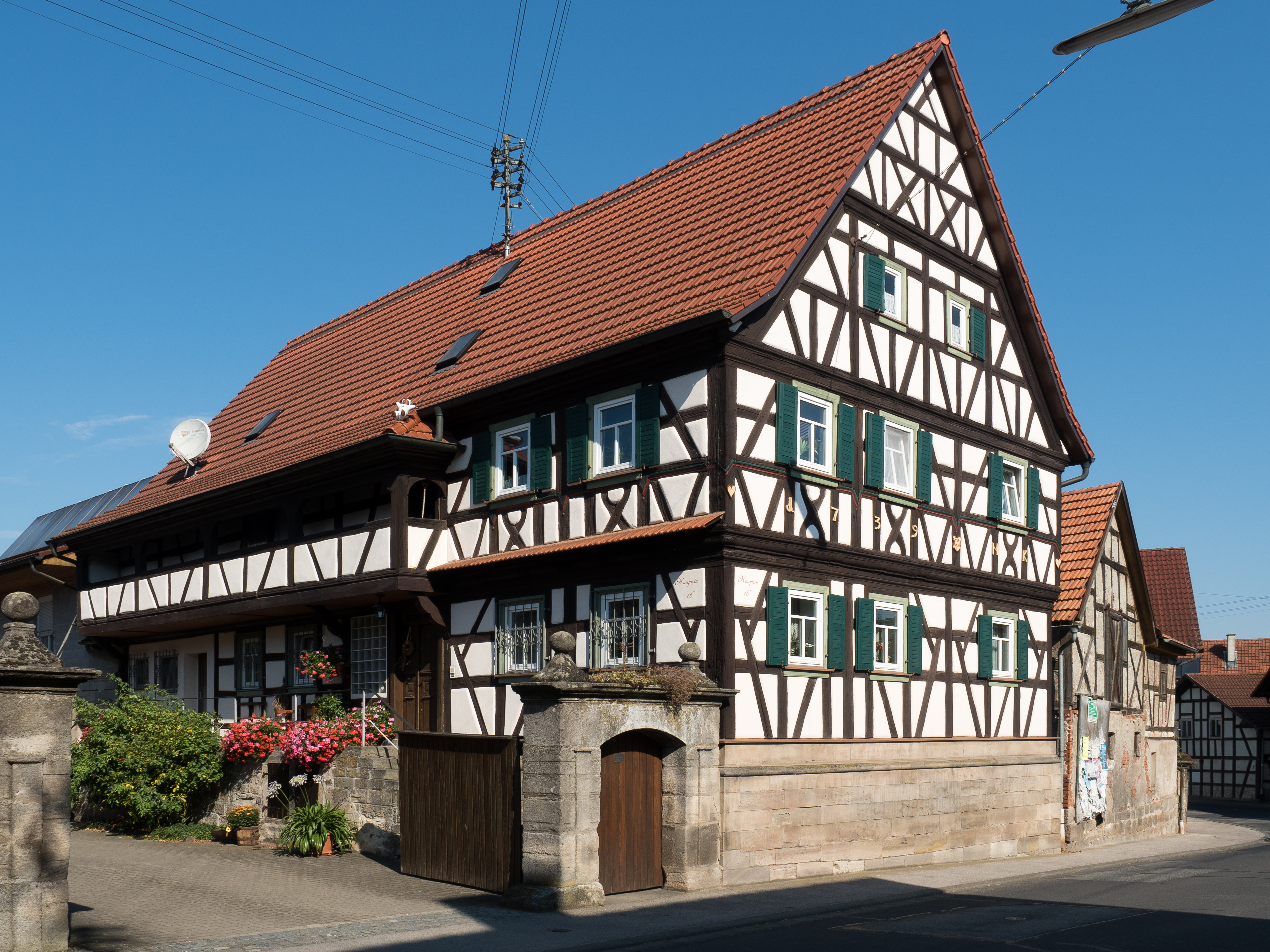
Fachwerkhaus an der Hauptstraße

Serrfeld ist ein Gemeindeteil der Gemeinde Sulzdorf an der Lederhecke im unterfränkischen Landkreis Rhön-Grabfeld (Bayern).

## Geografie
Das Kirchdorf liegt im Naturpark Haßberge. Er grenzt an das Heldburger Land in Thüringen.

## Geschichte
Um 1040 sollen sich 28 mittellose Kreuzritter auf dem Gebiet des heutigen Ortes Serrfeld niedergelassen haben. Auf der höchsten Stelle erbauten sie eine Fliehburg. Um in Notzeiten ihr kostbares Hab und Gut in der Kirchenfestung unterzubringen, statteten sie sie mit 28 Gaden aus. Als am 10. Juni 1168 die Burg Bramberg von Kaiser Friedrich Barbarossa zerstört wurde, blieb er für eine Nacht in der Serrfelder Kirchenburg.
1340 wurde Serrfeld als „Seiherfelt“ erstmals urkundlich erwähnt. Der Ortsname bedeutet Sumpf- oder Riedgras. 1433 erhielt Serrfeld eine Dorfordnung – eine der ältesten in Unterfranken. Besitzer des Dorfes waren in jenen Jahren u. a. die Truchsesse von Wetzhausen, das Spital in Neustadt an der Saale und die von Herbilstadt.
1528 wurde in Serrfeld ein lutherischer Prädikant genannt. Zwar versuchten verschiedene Dorfherren in der Folgezeit die Serrfelder wieder für den Katholizismus zu gewinnen, doch sie ließen sich auch unter Druck nicht umstimmen. So hat Serrfeld heute das Kuriosum aufzuweisen, dass eine katholische Kirche in einem über Jahrhunderte fast(!) rein evangelischen Dorf steht.
Serrfeld kam 1802/03 an Churbaiern, 1806 an das Großherzogtum Würzburg des Erzherzogs Ferdinand von Toscana, und fiel mit diesem Herzogtum 1814 an Bayern.
1959 wurde eine neue Schule mit Lehrerwohnhaus errichtet. Am 1. Januar 1978 wurde Serrfeld in die Gemeinde Sulzdorf an der Lederhecke eingegliedert.

## Kultur und Sehenswürdigkeiten

### Religion
Die frühgotische Chorturmkirche „Unßer lieben Frau“, mit Fachwerk-Obergeschoss samt Satteldach am Turm und niedrigerem, einfachen, eher einem Saal entsprechendem Langhaus aus späterer Zeit, wurde dem Stilbefund nach in der ersten Hälfte des 14. Jahrhunderts errichtet. Ältere Bauteile könnten einbezogen worden sein, doch ist eine manchmal vorgebrachte Datierung in das 10. Jahrhundert freihändige Spekulation, wofür der Bau keine auch nur einigermaßen belastbaren Stilmerkmale aufweist. Serrfeld soll vor der Reformation eine bedeutende Marienwallfahrtskirche gewesen sein. Obwohl fast alle Ortseinwohner bereits um 1528 evangelisch wurden, blieb das Kirchlein weiter katholische Filialkirche der Pfarrei Bundorf. Erst 1820 wurde der Ort kirchenrechtlich der protestantischen Pfarrei Sulzdorf an der Lederhecke angegliedert. Bis dahin hatten die Protestanten ihre von alters her festgelegten Stolgebühren an den katholischen Pfarrherrn von Bundorf zu entrichten. Heute gehört die evangelische Gemeinde im Ort zum Evangelisch-Lutherischen Dekanat Bad Neustadt an der Saale.
Bemerkenswert im Kircheninneren ist der modern zusammengesetzte Flügelaltar: teils mit gotischen Schnitzarbeiten aus dem späten 15. Jahrhundert (wohl um 1480), teils mit Kopien bzw. Ausbesserungen bestückt. Vier Flügel zeigen die mariologischen Szenen der Verkündigung, Heimsuchung, Geburt und Darstellung Christi im Tempel. Im Zentrum des Schreins steht die Gottesmutter (Abguss einer alten, gotisch anmutenden Figur). Lange Zeit stand hier eine – den Kontext störende – Rokoko-Madonna, die heute den linken Seitenaltar der Filialkirche zu Stöckach bei Bundorf ziert. Offensichtlich fehlen Teile des Altars ganz.
Traditionell unternimmt die Pfarrei Bundorf am 1. Mai eine Wallfahrt in die Filialkirche und feiert dort einen Gottesdienst.

### Kirchenburg

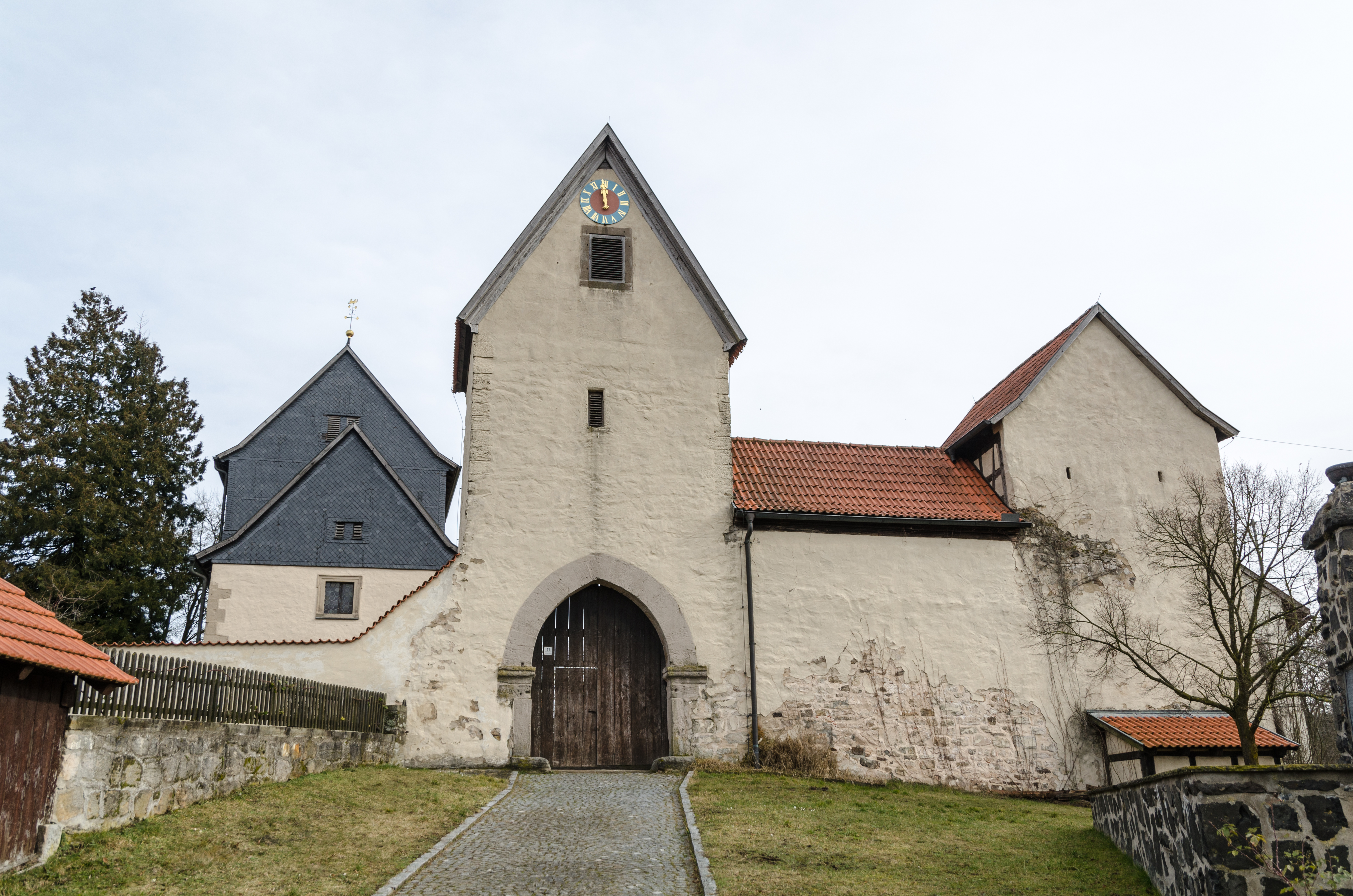
Kirchenburg Serrfeld

1978 wurde bei Ausgrabungen an der Kirchenburganlage, die als eine der bedeutendsten in Rhön-Grabfeld gilt, festgestellt, dass an dieser Stelle vielleicht bereits im 11. Jahrhundert eine Befestigungsanlage stand. Die wesentlich später, nämlich etwa gleichzeitig mit der Kirche datierende Fliehburg, von der heute lediglich der gotische Torturm und eine turmförmige Eckgade übrig geblieben sind, erstreckte sich auf einer Fläche von etwa 40 auf 40 Metern.

### Baudenkmäler
Siehe: → Liste der Baudenkmäler in Sulzdorf an der Lederhecke